# Reinhold Balqué

Reinhold Balqué, Foto: Selma Genthe

Reinhold Balqué und Guido Thielscher, Foto: Selma Genthe

Franz Reinhold Balqué (* 25. Januar 1885 in Dresden; † 5. Januar 1946 in Leipzig) war ein deutscher Schauspieler, Hörspielsprecher, Regisseur und Schriftsteller.

## Leben
Als Sohn des in New York geborenen Porträtmalers und späteren Kaufmanns Alfred Maria Ballcke (1856–1941) und dessen Gattin Cora Caroline Antonie, geborene Drobisch, Adoptivtochter des Schriftstellers Gustav Theodor Drobisch, wuchs Reinhold in Dresden auf. Die Familie führte ab 1904 aufgrund eines rechtskräftigen Beschlusses des dortigen Königlichen Amtsgerichts den Namen Balqué.
Nach Schul- und Schauspielausbildung in Dresden sammelte er erste Erfahrungen auf den Bühnen der Provinz, unter anderem 1908 im Stadttheater Salzwedel und Neuhaldensleben.
1910 engagierte ihn Anton Hartmann für das Leipziger Schauspielhaus, an dem er Kritik und Publikum im komischen Fach ebenso wie im modernen Drama überzeugen konnte. Reinhold Balqué blieb diesem Privattheater, an dem er zeitweise auch die Oberspielleitung innehatte und zahlreiche Inszenierungen auf die Bühne brachte, bis zu dessen von den Nationalsozialisten im Jahre 1938 betriebenen Anschluss an die städtischen Bühnen Leipzigs treu.
1939 sah man ihn unter der Regie von Fritz Peter Buch als Tierarzt Vollbrecht in dem Film Spaßvögel. Reinhold Balqué war zudem Dozent für Maskenkunde an der Staatlichen Hochschule für Musik in Leipzig und Mitverfasser einiger Bühnenwerke.
Aus der im Jahre 1911 in Dresden geschlossenen Ehe mit der Kaufmannstochter Elisabeth Helene Günther (* 18. Dezember 1885 in Gera; † 26. Oktober 1962 in Berlin) entstammten die Töchter Erica Balqué und Sigrid Balqué.
Helmut Käutner war sein Bühnenkollege und Schwiegersohn.

Elisabeth Balqué mit ihrer Tochter Erica 1917, Foto: Selma Genthe

## Hörspiele (Auswahl)
Sendespiele (Hörspielbearbeitungen):
- 1927: Franz Werfel: Juarez und Maximilian. Dramatische Historie in drei Phasen und 13 Bildern – Regie: Josef Krahé (MIRAG)
- 1928: Felix Timmermans, Eduard Vetermann: Das Spiel von den heiligen drei Königen – Regie: Hans Peter Schmiedel (MIRAG)
- 1929: Ludvig Holberg: Jeppe vom Berge oder Der verwandelte Bauer. Komödie (Jakob Schumacher, ein Wirt) – Regie: Carl Huth (MIRAG)

Quelle: ARD-Hörspieldatenbank

## Werke
- Praktischer Schminkkurs. Ferdinand Bär Verlag, Leipzig 1917.
- Die Nonnen von Tannò. Schauspiel in 3 Akten von Fritz Mack und Reinhold Balqué, Leipzig 1934
- Der Graf von Monte Christo. Romantische Operette von Adolf Steinmann, Reinhold Balqué und Horst Platen, Bühnenvertrieb Thalia, Leipzig 1935.
- Die Maske des Schauspielers. Max Möhring Verlag, Leipzig 1942